# NGC 4019
NGC 4019 је спирална галаксија у сазвежђу Береникина коса која се налази на NGC листи објеката дубоког неба.
Деклинација објекта је + 14° 6' 15" а ректасцензија 12h 1m 10,5s. Привидна величина (магнитуда) објекта NGC 4019 износи 13,2 а фотографска магнитуда 14,0. NGC 4019 је још познат и под ознакама IC 755, UGC 7001, MCG 2-31-14, IRAS 11585+1423, CGCG 69-24, FGC 1347, PGC 37912.